# Grote brunel
De grote brunel (Prunella grandiflora) is een overblijvende plant uit de lipbloemenfamilie (Lamiaceae). De soort komt van nature voor in Centraal- en Zuid-Europa en West-Azië. Het aantal chromosomen is 2n = 28.
De plant wordt 10-40 cm hoog, vormt een korte wortelstok en heeft verspreid behaarde, gegroefde, rechtopstaande of opstijgende, vaak min of meer paars gekleurde stengels. De langwerpig-eironde, 2-6 cm lange en 2-2,5 cm brede bladeren zijn verspreid behaard en hebben een 2,5-4 cm lange bladsteel. Op het blad zitten drie of vier paar gebogen, geveerde nerven
De grote brunel bloeit vanaf juni tot in oktober met diep violetblauwe, 2-3 cm grote bloemen. De bloem heeft een witachtige gebogen, 9 mm lange kroonbuis. De kelktanden van de 10-16 mm lange, vaak roodachtig of paars kelk zijn genaald. De 3-5 cm lange bloeiwijze bestaat uit een schijnkrans met 4-6 bloemen. De schijnkransen staan in de oksels van nier-hartvormige, behaarde schutbladen, die een scherpe punt hebben en grotendeels witvliezig zijn. De voorste meeldraden raken de nectar verzamelende hommels, die het stuifmeel op de rug meenemen. De stijl komt pas uit de bloem als de hommel de bloem verlaat.
De vrucht is een vierdelige, 2 mm lange, eivormig-ronde splitvrucht.

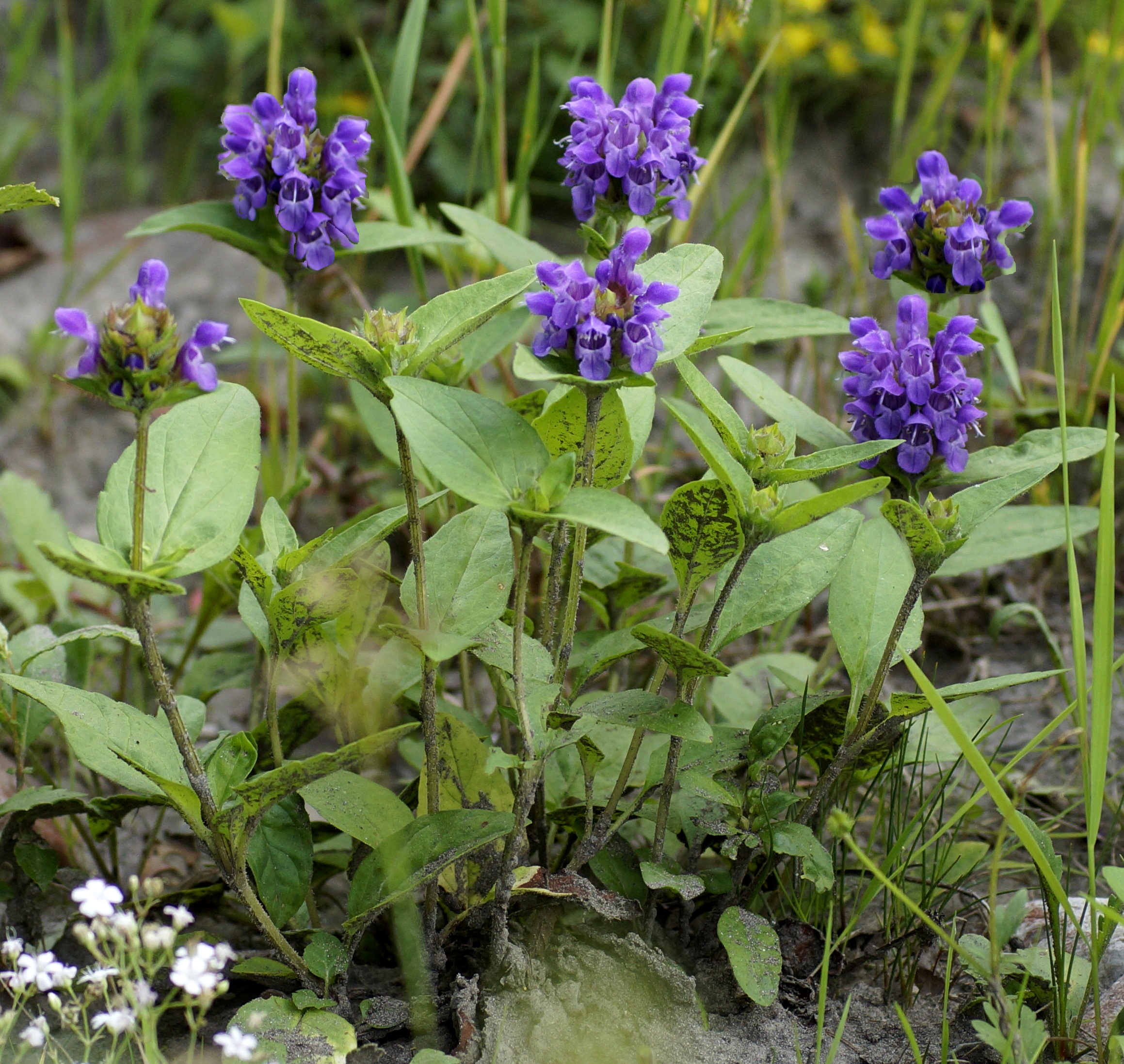
Plant
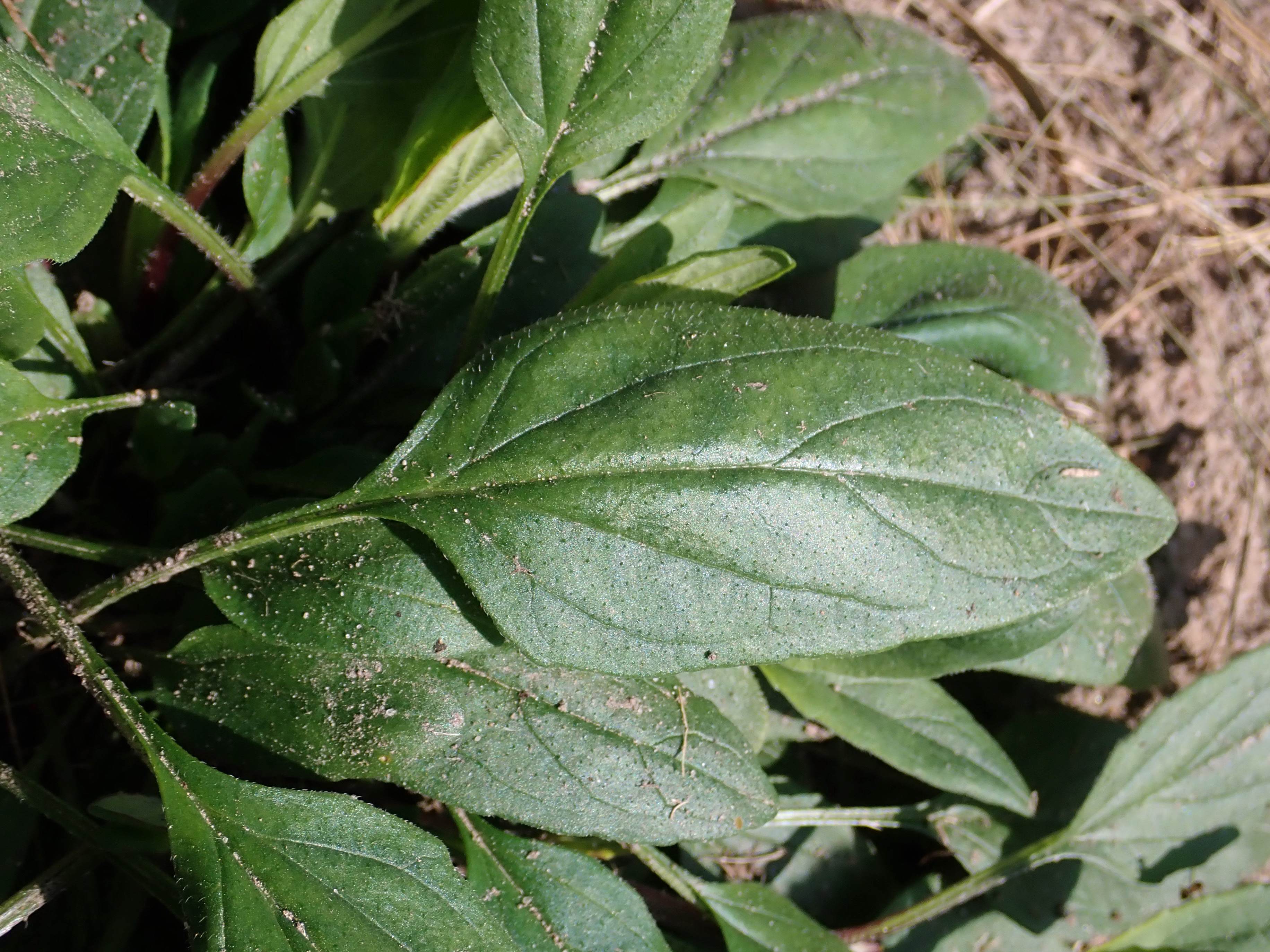
Voorkant blad
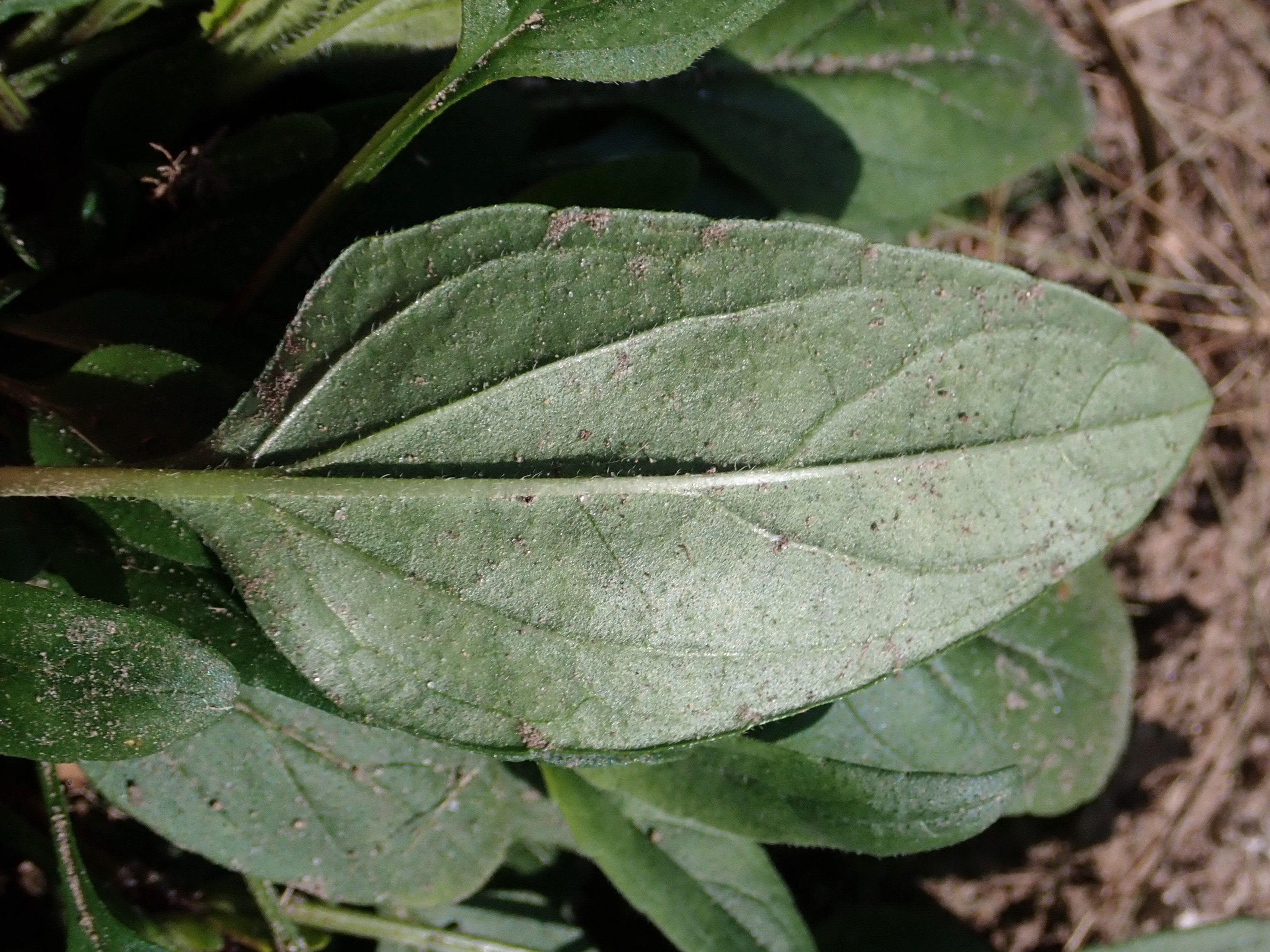
Achterkant blad
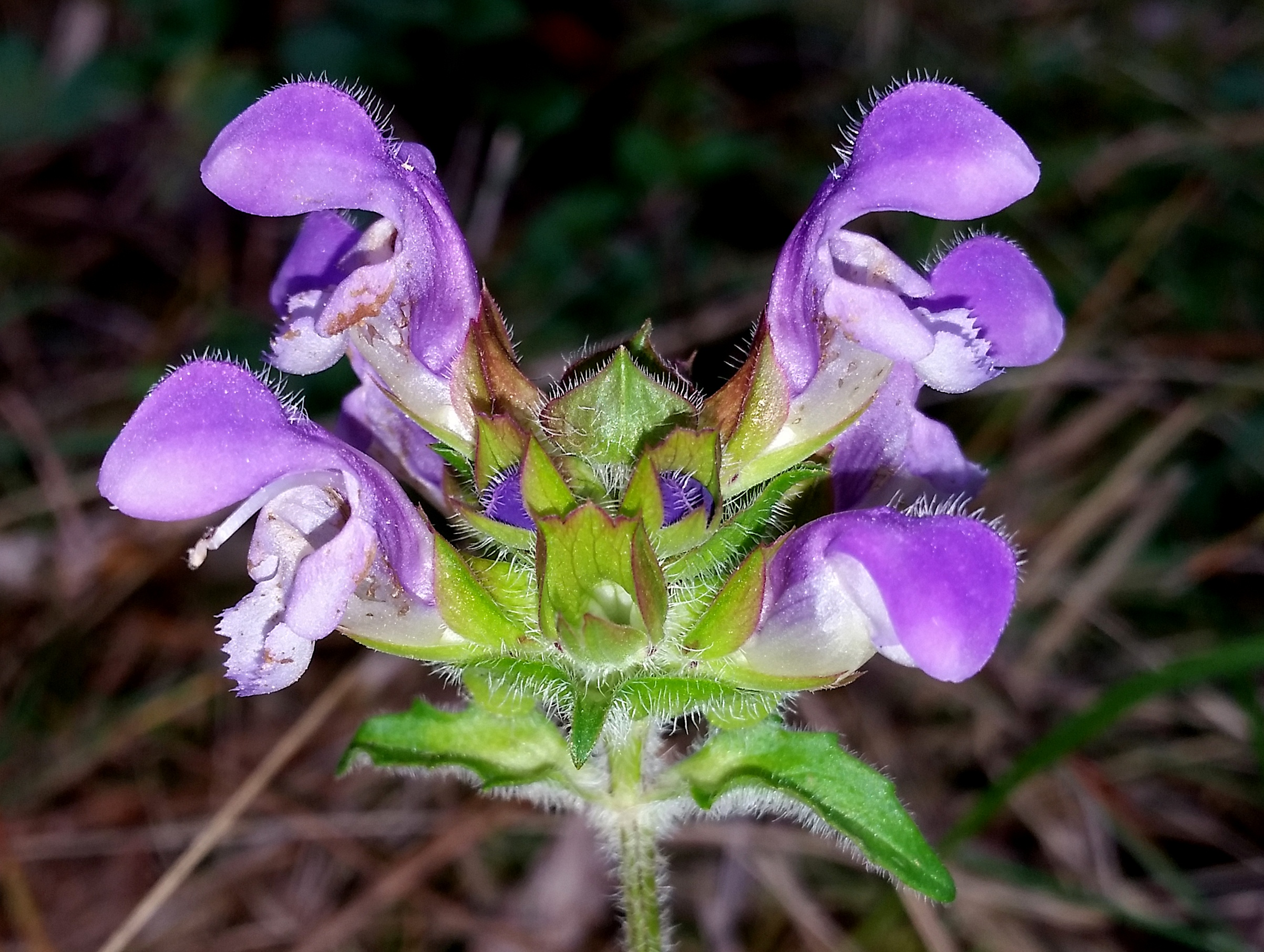
Bloeiwijze
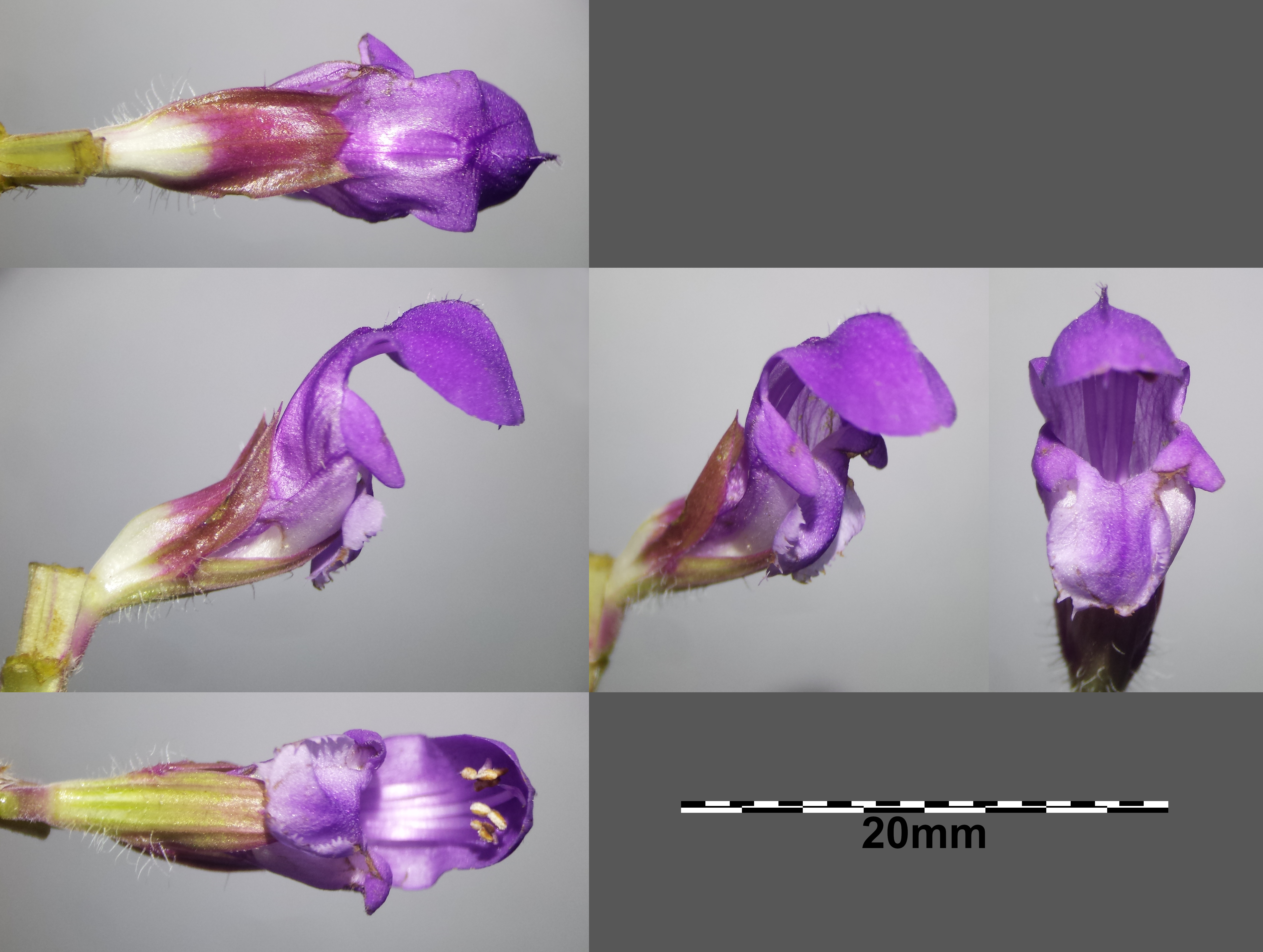
Bloem
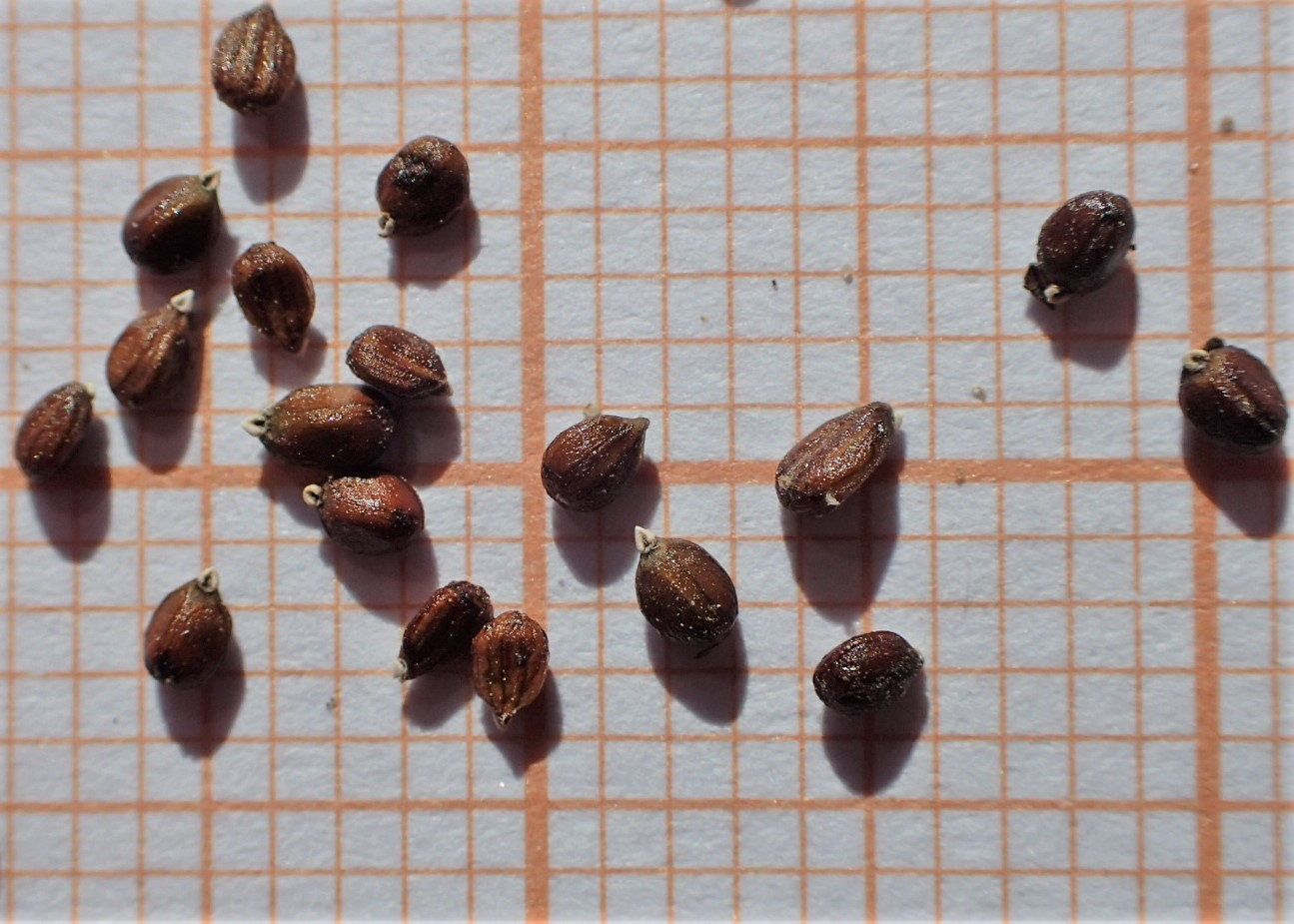
Zaden

De grote brunel komt voor op droge, kalkrijke grond in kalkgrasland, lichte bossen en langs bosranden.